# 김종천 (군인)
김종천(金鍾千, 1948년 1월 20일 ~ , 전남 함평)은 대한민국의 군인이다.

## 학력
- 1968년 : 광주고등학교 졸업
- 1972년 : 육군사관학교 28기 학사
- 1975년 : 육군보병학교 졸업
- 1978년 : 육군포병학교 졸업
- 1979년 : 육군공병학교 졸업
- 1984년 : 국방대학원 군사전략학 석사

## 경력
- 1993년 ~ 1995년 : 육군본부 전력계획과장
- 1996년 ~ 1997년 : 합동참모본부 전력기획처 차장
- 1997년 ~ 1999년 : 합동참모본부 전력기획처장
- 1999년 ~ 2001년 : 육군 제28보병사단장
- 2001년 ~ 2003년 : 국방부 획득정책관
- 2003년 ~ 2005년 : 육군 제5군단장
- 2005년 ~ 2005년 : 합동참모본부 전력기획본부장
- 2005년 ~ 2006년 : 국방부 군구조개편준비단장
- 2006년 ~ 2006년 : 국방부 국방개혁추진단장
- 2008년 ~ 2009년 : 국방부 차관
- 2012년 : 제4대 농어촌희망재단 이사장
- 자유한국당 정치인
- 바른정당 정치인

## 수상
- 보국훈장 삼일장
- 보국훈장 천수장

## 참고
| 전임 김영룡 | 제37대 국방부 차관 2008년 3월 1일 ~ 2009년 1월 22일 | 후임 장수만 |